# Сауленас, Дайнюс
Дайнюс Сауленас (лит. Dainius Saulenas; 13 марта 1979, Вильнюс) — литовский футболист, нападающий.

## Карьера

### Клубная
В течение нескольких сезонов играл за «Жальгирис». Там он был одним из ведущих футболистов клуба. В 2001 году Сауленас выступал за польскую «Ягеллонию». С 2005 по 2009 год форвард играл за «Экранас». В его составе он становился чемпионом страны.
В 2010 году нападающий стал бронзовым призёром соседнего эстонского первенства в составе «Нарвы-Транс».

### В сборной
За сборную Литвы Даинюс Сауленас провел 3 матча.

## Достижения
- Чемпион Литвы (2): 1999/2000, 2008.
- Финалист Кубка Литвы (2): 1997, 2003.
- Бронзовый призёр чемпионата Эстонии (1): 2010.